# Borodczyce (przystanek kolejowy)
Borodczyce (ukr. Бородчиці, ros. Бородчицы) – przystanek kolejowy w pobliżu miejscowości Borodczyce, w rejonie stryjskim, w obwodzie lwowskim, na Ukrainie. Położony jest na linii Tarnopol – Stryj.